# Valtjärnen (Kalls socken, Jämtland, 707550-133103)
Valtjärnen är en sjö i Åre kommun i Jämtland och ingår i Nean-Vapstälvens kustområde. Valtjärnen ligger i Skäckerfjällen Natura 2000-område.